# Seznam blackmetalových skupin
Neúplný seznam aktivních či zaniklých blackmetalových skupin, který zahrnuje kapely hrající různé styly black metalu (a také kapely, které hrají mix různých žánrů a jedním z nich je black metal).

## Kapely

### .
- ...aaaarrghh... (Turecko)[1]

### 0–9
- 1349 (Norsko)

### A
- Abbath (Norsko)[2]
- Abigor (Rakousko)[3]
- Abruptum (Švédsko)[4]
- Abyssos (Švédsko)[5]
- Acerbitas (Švédsko)
- Acherontas (Řecko)[6]
- Aeba (Německo)
- Ævangelist (USA)
- Agalloch (USA)
- Agathodaimon (Německo)
- Ahriman (Kolumbie)[7]
- Ahriman (Maďarsko)[8]
- Ajattara (Finsko)
- Allegiance (Švédsko)
- Alghazanth (Finsko)[9]
- Amnis Nihili (Řecko)[10]
- Amortis (Rakousko)
- Anaal Nathrakh (V. Brit.)
- Ancient (Norsko)
- Ancient Ceremony (Německo)
- Ancient Funeral Cult (Ukrajina)
- Ancient Oak (Rusko)
- Ancient Rites (Belgie)[11]
- Ancient Wargod (Německo)
- Ancient Wisdom (Švédsko)
- Ancient Wrath (Rakousko)
- Angantyr (Dánsko)[12]
- Antaeus (Francie)[13]
- Aosoth (Francie)[14]
- Apolokia (Německo)
- Archgoat (Finsko)
- Arcturus (Norsko)[15]
- Arizmenda (USA)
- Arkhon Infaustus (Francie)[16]
- Arkona (Polsko)[17]
- Astarte (Řecko)[18]
- Atanatos (Německo)
- Atra Vetosus (Austrálie)[19]
- Aura Noir (Norsko)
- Autolatry (USA)[20]
- Avatar (Belgie)
- Avichi (USA)[21]
- Avsky (Švédsko)
- Axamenta (Belgie)
- Azaxul (Německo)

### B
- Bahimiron (USA)
- Barad Dûr (Německo)
- Barad Dûr (USA)
- Barad-Dur (V. Brit.)
- Barathrum (Finsko)
- Be Persecuted (Čína)
- Beastcraft (Norsko)
- Behalf Fiend (Brazílie)
- Behemoth (Polsko)
- Beherit (Finsko)
- Behexen (Finsko)
- Bekëth Nexëhmü (Švédsko)[22]
- Belphegor (Rakousko)
- Besatt (Posko)[23]
- Bestia Arcana (USA)
- Bestial Warlust (Austrálie)[24]
- Bethzaida (Norsko)[25]
- Bewitched (Chile)
- Bewitched (Švédsko)
- Black Altar (Polsko)
- Black Anvil (USA)
- Black Bleeding (Belgie)
- Black Funeral (USA)
- Blaze of Perdition (Polsko)[26]
- Blazemth (Španělsko)
- Bloodthorn (Norsko)
- Blut aus Nord (Francie)[27]
- Borgne (Švýcarsko)[28]
- Borknagar (Norsko)
- Burzum (Norsko)

### C
- Carpathian Forest (Norsko)
- Celestia (Francie)
- Clandestine Blaze (Finsko)
- Cnoc An Tursa (V. Brit.)
- Cor Scorpii (Norsko)[29]
- Cornigr (Finsko)
- Cradle of Filth (V. Brit.)
- Crucifixion Wounds (Německo)
- Cryostasium (USA)
- Cult of Fire (Česko)[30]
- Cultes Des Ghoules (Polsko)
- Cultus Sanguine (Itálie)[31]

### D
- Dark Funeral (Švédsko)
- Darkestrah (Kyrgyzstán)
- Darkthrone (Norsko)
- Darkwoods My Betrothed (Finsko)
- Deatheim (Česko)
- Demoncy (USA)
- Demoniac (Nový Zéland)[32]
- Desire for Sorrow (Česko)[33]
- Deströyer 666 (Austrálie)[34]
- Deviser (Řecko)
- Diabolical Masquerade (Švédsko)
- Dimmu Borgir (Norsko)
- Dissection (Švédsko)
- Dødheimsgard (Norsko)
- Dødsengel (Norsko)
- Dødsfall (Norsko)
- Drudkh (Ukrajina)
- Dub Buk (Ukrajina)[35]

### E
- Eminenz (Německo)
- Emperor (Norsko)
- Enochian (Česko)
- Enthroned (Belgie)
- Evangelivm
- Evol (Itálie)[36]
- Evol (Izrael)[37]
- Ewigkeit (V. Brit.)[38]

### F
- Falkenbach (Německo)[39]
- Famine (USA, New Jersey)
- Famine (USA, Penn.)
- Fester (Norsko)[40]
- Fimbulwinter (Norsko)
- Finnugor (Maďarsko)[41]
- Fleurety (Norsko)
- Forest Silence (Maďarsko)[42]
- Forgotten Woods
- Furia (Polsko)[43]

### G
- Gehenna (Norsko)
- Gehennah (Švédsko)[44]
- Gloomy Grim (Finsko)[45]
- Goatmoon
- Godkiller (Monako)
- Gorgoroth (Norsko)
- Gottlos (Česko/Řecko)
- Grand Belial's Key (USA)
- Grav (Švédsko)
- Graveland (Polsko)
- Graven (Německo)
- Gravfest (Norsko)
- Grá (Švédsko)
- Grifteskymfning (Švédsko)
- Grima Morstua (Argentina)
- Grimoire (Izrael)
- Grimoire (Kanada)

### H
- Hades Almighty (Norsko)
- Hadez (Peru)
- Haemoth (Francie)[46]
- Handful of Hate (Itálie)
- Hecate Enthroned (V. Brit.)[47]
- Helgedom (Švédsko)
- Helheim (Bergen) (Norsko)
- Helheim (Sarpsborg) (Norsko)
- Hell Militia (Francie)
- Hellgods (Indonésie)
- Hellsaw (Rakousko)
- Hermh (Polsko)[48]
- Horde (Austrálie)
- Horna (Finsko)
- Hoth (Portugalsko)
- Hulder (Norsko)
- Hulder (USA)
- Husere Grav (USA)

### Ch
- Chaos Moon (USA)
- Chaosbaphomet (Řecko)
- Chryst (Rakousko)[49]

### I
- I (Norsko)
- I Shalt Become (USA)
- Ildra (V. Brit.)
- Immolith (USA)
- Immortal (Norsko)
- Impaled Nazarene (Finsko)
- In Deum Maledicus (Itálie)[50]
- In tha Umbra (Portugalsko)
- Infernal Dreams (Portugalsko)
- Inferno (Česko)
- Infernum (Polsko)
- Inocculta (Belgie)
- Inquisition (Kolumbie/USA)
- Is (Rusko)[51]
- Isacaarum (Česko)
- Isengard (Norsko)
- Istapp (Švédsko)
- Isvind (Norsko)

### J
- Judas Iscariot (USA)

### K
- Kaos Sacramentum (Švédsko)
- Kaosophia (Ukrajina)
- Kawir (Řecko)
- Kältetod (Německo)
- Keep of Kalessin
- Kekal (Indonésie)
- Kêres (Finsko)
- Khold (Norsko)
- Kirkebrann (Norsko)
- Korgonthurus (Finsko)[52]
- Kraake (Česko)[53]
- Krallice (USA)
- Kråke (Norsko)[54]
- Krieg (USA)
- Krypt (Norsko)
- Kult ov Azazel (USA)
- Kutná Hora (Izrael)
- Kvltist (Německo)[55]

### L
- Langsuyr (Malajsie)
- Lemuria (Belgie)
- Liar of Golgotha (Nizozemsko)
- Limbonic Art (Norsko)
- Ljå (Norsko)
- Lluvia (Mexiko)[56]
- Lord Belial
- Lucifugum (Ukrajina)
- Lugubre (Nizozemsko)[57]
- Lunar Aurora
- Lux Occulta (Polsko)

### M
- Mactätus (Norsko)
- Manes (Norsko)[58]
- Maniac Butcher (Česko)
- Marblebog (Maďarsko)[59]
- Marduk (Švédsko)
- Master's Hammer (Česko)
- Mayhem (Norsko)
- Mgła (Polsko)
- Midvinter (Švédsko)
- Moonblood (Německo)
- Morbid Fog (Řecko)
- Morbus 666 (USA)[60]
- Mörk Gryning (Švédsko)
- Mortuary Drape (Itálie)
- Mrakomor (Česko)[61]
- MUSSORGSKI (Polsko)[62]
- Mütiilation (Francie)
- Myrkur (Dánsko/USA)[63]
- Mystifier (Brazílie)

### N
- Nachtmystium (USA)
- Naglfar
- Nahual (Peru)
- Nargaroth (Německo)
- Nattefrost (Norsko)
- Nebular Mystic (Norsko)
- Negură Bunget (Rumunsko)
- Nifelheim (Švédsko)
- Nightfall (Řecko)
- Ninnghizhidda (Německo)
- Nocturnal Depression (Francie)
- Nokturnal Mortum (Ukrajina)
- Numinous (Finsko)

### O
- Oblomov (Česko)
- Obscurity
- Odraza (Polsko)
- Odz Manouk (USA)
- Ofermod (Švédsko)
- Old Man's Child (Norsko)
- Ondskapt (Švédsko)
- Opera IX (Itálie)
- Ophthalamia (Švédsko)[64]
- Ork (Bulharsko)
- Ouija (Španělsko)
- Outre (Polsko)[65]
- Ov Hell

### P
- Panzerfaust
- Patria (Brazílie)[66]
- Pazuzu (Rakousko)[67]
- Pervertum (Rakousko)[68]
- Pest (USA)
- Pest (Německo, Hilter am Teutoburger Wald)
- Pest (Německo, Frankenberg)[69]
- Pest (Švédsko)[70]
- Peste Noir (Francie)
- Pillorian (USA)
- Plaga (Polsko)
- Plecto Aliquem Capite (Srí Lanka)
- Popravčí vrch (Česko)[71]

### R
- Radigost (Rusko)[72]
- Ragnarok (Norsko)
- Reverorum ib Malacht (Švédsko)
- Root (Česko)
- Rotting Christ (Řecko)

### S
- S.V.E.S.T. (Francie)
- Samael (Švýcarsko)
- Sargeist (Finsko)
- Satanael (Finsko)[73]
- Satanic Slaughter (Švédsko)
- Satanic Warmaster (Finsko)
- Satyricon (Norsko)
- Sear Bliss (Maďarsko)
- Semargl (Ukrajina)
- Seth (Francie)
- Setherial (Švédsko)
- Severoth (Ukrajina)[74]
- Sezarbil (Česko)
- Shining (Švédsko)
- Shub Niggurath (Mexiko)
- Siebenbürgen (Švédsko)
- Sigh (Japonsko)
- Silent Fantasy (Česko)
- Slavia (Norsko)[75]
- Solefald
- Solfernus (Česko)
- Somrak (Slovinsko)
- Sorath (Česko)
- Sorhin (Švédsko)
- Sorrowstorm (Panama)
- Stíny plamenů (Česko)
- Summoning (Rakousko)[76]
- Summum (Švédsko)
- Summum Malum (Portugalsko)
- Summum Silentium (Švýcarsko)
- Svarta (Rakousko)
- Svärta (Švédsko)
- Svartidauði (Island)
- Svartrit (Švédsko)
- Svartsyn (Švédsko)
- Swordmaster (Švédsko)

### T
- Taake (Norsko)
- Tartaros (Česko)[77]
- Tartaros (Nizozemsko)
- Tartaros (Norsko)
- Temple of Baal (Francie)
- Teratism (USA)[78]
- The Abyss (Švédsko)[79]
- The Meads of Asphodel (V. Brit.)[80]
- The Ruins of Beverast (Německo)[81]
- Thornspawn (USA)
- Thoth (Polsko)[82]
- Thou Art Lord (Řecko)[83]
- Throne of Ahaz (Švédsko)
- Thus Defiled (V. Brit.)[84]
- Thy Light (Brazílie)
- Tormentor (Maďarsko)
- Törr (Česko)
- Trelldom (Norsko)[85]
- Trifixion (Rakousko)[86]
- Trist (Česko)
- Trollech (Česko)
- Trollskogen (Rakousko)
- Tsatthoggua (Německo)
- Tsjuder (Norsko)
- Tuman (Maďarsko)[87]
- Tundra (Itálie)
- Tzelmoth (Kolumbie)

### U
- Ulver (Norsko)
- Unclean (Česko)
- Ungod (Německo)[88]
- Unchrist (USA)[89]
- Unpure (Švédsko)
- Urgehal (Norsko)
- Usurper (USA)[90]

### V
- Vampirska (USA)
- Varathron (Řecko)
- Varulv (Rakousko)
- Ved Buens Ende (Norsko)
- Venom (V. Brit.)
- Verdeleth (Maďarsko)[91]
- Vergelmer (Švédsko)[92]
- Vesania (Polsko)
- VI (Francie)
- Vietah (Bělorusko)[93]
- Vindland (Francie)[94]
- Vinterland
- Vintersemestre (Finsko)
- Von (USA)
- Vondur (Švédsko)
- Vordven (Finsko)[95]
- Vreid (Norsko)[96]
- Vritra (Finsko)[97]

### W
- Wallachia (Norsko)
- War (Švédsko)
- Watain (Švédsko)
- Welicoruss (Rusko)
- Weltmacht (USA)
- Windir (Norsko)
- Winterfylleth (V. Brit.)
- Wode (V. Brit.)[98]
- Woe (USA)
- Wodensthrone (V. Brit.)
- Wolvennest (Belgie)
- Wolves in the Throne Room (USA)
- Woodtemple (Rakousko)
- Wurdulak (Norsko)
- Wykked Wytch (USA)
- Wyrd

### X
- Xalpen (Chile)[99]
- Xasthur (USA)
- Xulub Mitnal (Mexiko)

### Y
- Y (Paraguay)
- Y'ha-Nthlei (Rusko)
- Yhdarl (Belgie)

### Z
- Zemial (Řecko)[100]
- Zlo (Česko)[101]
- Zygoatsis (Thajsko)